# Pożary
Pożary (deutsch Posaren) ist ein kleiner Ort in der polnischen Woiwodschaft Ermland-Masuren und gehört zur Gmina Działdowo (Landgemeinde Soldau) im Powiat Działdowski (Kreis Soldau).

## Geographische Lage
Pożary liegt im Südwesten der Woiwodschaft Ermland-Masuren, 17 Kilometer südwestlich der früheren Kreisstadt Neidenburg (polnisch Nidzica) bzw. acht Kilometer nördlich der heutigen Kreismetropole Działdowo (deutsch Soldau i. Ostpr.).

## Geschichte
Posaren wurde 1861 als großer Hof gegründet. Vor 1945 war der Ort ein Wohnplatz in der Gemeinde Wilmsdorf (polnisch Wilamowo) im ostpreußischen Kreis Neidenburg. 1905 zählte Posaren 39 Einwohner.
Im Soldauer Gebiet gelegen gehörte Posaren zu den Orten, die gemäß Versailler Vertrag am 10. Januar 1920 an Polen abgetreten werden mussten. Posaren erhielt die polnische Namensform „Pożary“, die es nach einer Übergangszeit zwischen 1939 und 1945 auch heute hat, nachdem es 1945 in Kriegsfolge mit dem gesamten südlichen Ostpreußen an Polen gefallen war. Heute ist Pożary mit dem Sitz eines Schulzenamts (polnisch Sołectwo) eine Ortschaft im Verbund der Gmina Działdowo (Landgemeinde Soldau) im Powiat Działdowski (Kreis Soldau), bis 1998 der Woiwodschaft Ciechanów, seither der Woiwodschaft Ermland-Masuren zugeordnet.

## Kirche
Posaren war vor 1945 in die römisch-katholische Kirche Soldau (polnisch Działdowo) sowie in die evangelische Kirche Klein Koslau – nach 1920 in die Kirche Borchersdorf – in der Kirchenprovinz Ostpreußen der Kirche der Altpreußischen Union bzw. in der Diözese Działdowo (Soldau) der Unierten Evangelischen Kirche in Polen eingepfarrt.
Heute gehört das Dorf zur Kirche in Działdowo innerhalb der Diözese Masuren der Evangelisch-Augsburgischen Kirche in Polen sowie zur Pfarrei der St.-Johannes-Paul-II.-Kirche Burkat (Borchersdorf) im Bistum Toruń (Thorn).

## Verkehr
Pożary liegt am Ende einer Nebenstraße, die von Wilamowo (Wilmsdorf) aus hierher führt. Eine Anbindung an den Bahnverkehr besteht nicht.